# La Insurjencia
La Insurjencia est un collectif de rap espagnol dont beaucoup de membres sont originaires de Galice, d'inspiration communiste révolutionnaire, essentiellement présent sur youtube.
En 2016, treize de ses membres (un mineur, les autres entre 18 et 27 ans) ont été convoqués devant l'Audience nationale ; il leur était reproché d'avoir la lutte des classes comme "religion" et de faire l'apologie du GRAPO, une organisation terroriste communiste espagnole active entre les années 1975 et 2006 (ayant fait approximativement 90 victimes mortelles et 200 blessés) dont une chanson de La Insurgencia déclare explicitement qu'il ne s'agit pas (selon eux) d'un groupe terroriste mais d'une "résistance antifasciste".
La peine infligée à douze de ses membres (première peine pour chacun d'entre eux) est de deux ans et 1 jour (le jour supplémentaire permet de dépasser le seuil des deux ans et empêche tout sursis dans l'application de la peine) et 4 800 euros d’amende.
Leur condamnation fait suite et écho à celle du rappeur catalan Valtònyc, condamné à trois ans et six mois de prison ferme pour insulte à la couronne et apologie du GRAPO également. Elle fait l'objet de polémique au sein de l'institution judiciaire espagnole,, en particulier de la part du collectif espagnol Jueces por la democracia.